# Cantón de Montier-en-Der
El cantón de Montier-en-Der era una división administrativa francesa, que estaba situada en el departamento de Alto Marne y la región de Champaña-Ardenas.

## Composición (hasta 2012)
El cantón hasta 2012 estaba formado por once comunas:
- Ceffonds
- Droyes
- Frampas
- Longeville-sur-la-Laines
- Louze
- Montier-en-Der
- Planrupt
- Puellemontier
- Robert-Magny-Laneuville-à-Rémy
- Sommevoire
- Thilleux

## Composición (2012-2015)
El cantón de 2012 a 2015 estaba formado por doce comunas:
- Ceffonds
- Droyes
- Frampas
- Laneuville-à-Rémy
- Longeville-sur-la-Laines
- Louze
- Montier-en-Der
- Planrupt
- Puellemontier
- Robert-Magny
- Sommevoire
- Thilleux

## Supresión del cantón de Montier-en-Der
En aplicación del Decreto nº 2014-163 de 17 de febrero de 2014, el cantón de Montier-en-Der fue suprimido el 22 de marzo de 2015 y sus 12 comunas pasaron a formar parte del nuevo cantón de Wassy.